# Programa d'Informàtica Educativa

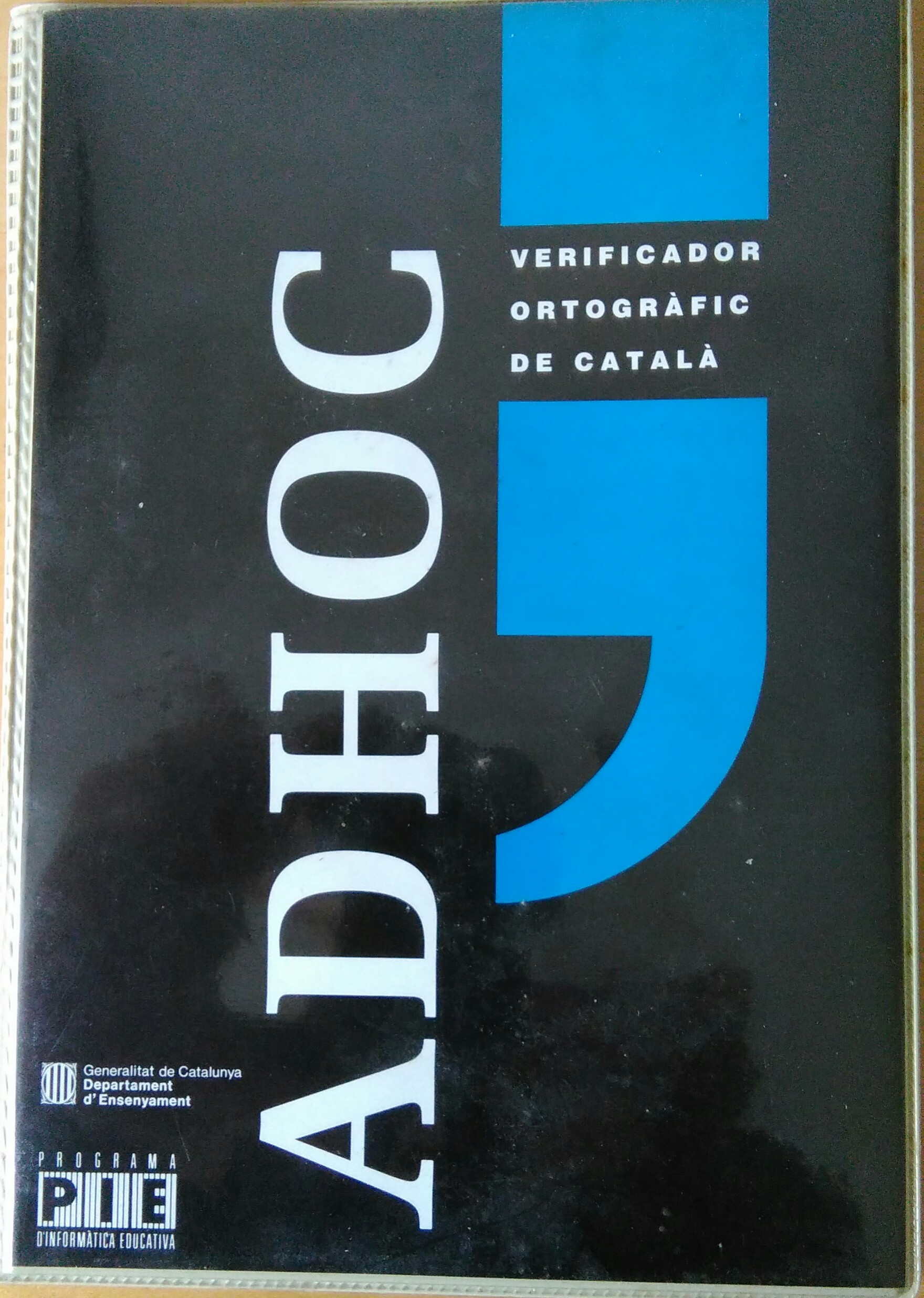
Adhoc. Verificador ortogràfic de català, publicat dins del Programa d'Informàtica Educativa per la Generalitat de Catalunya en 1989.

El Programa d'Informàtica Educativa o PIE va ser una unitat del Departament d'Ensenyament de la Generalitat de Catalunya creada pel Decret 31/1986 amb l'objectiu de promoure i coordinar la integració educativa de la informàtica en l'ensenyament no universitari i donar-hi suport.
El PIE va ser constituït pel Gabinet d'Informàtica Educativa i pel Centre d'Homologació i Desenvolupament de Recursos d'Informàtica Educativa. Les seves bases d'actuació van ser publicades el febrer de 1987 al Butlletí dels Mestres. El primer director del PIE va ser Martí Vergés. Entre les seves actuacions destaca la creació de la XTEC.
El 1985 amb conjuntament amb la comanda d'ordinadors es va encarregar a Bull l'adaptació del PC a l'ortografia catalana i castellana, que va consistir a afegir 10 caràcters que eren absents de la taula de caràcters original del PC, CP 437, en concret: les majúscules À, Á (castellà), È, Í, Ï, Ò, Ó, Ú, i les combinacions l+punt volat minúscula i L+punt volat majúscula. Aquesta adaptació va comportar canvis tant de maquinari en la targeta Color Graphics Adapter com del programari MS-DOS, és a dir, drivers específics de teclat i de pantalla. Aquesta adaptació primerenca perviuria com "keybcat" a les versions de MS-DOS amb taules de caràcters soft o "code page" (a partir de la versió MS-DOS 3.30) amb adaptadors per pantalles Enhanced Graphics Adapter i posteriors, incompatible amb la nova CP 850 que incorporava ja tots els caràcters necessaris per a escriure correctament en català, tot i que en posicions diferents de la taula.
Al mateix temps es va dissenyar i realitzar el primer verificador de català, "Adhoc", que revisava l'ortografia de qualsevol tractament de text en MS-DOS directament en pantalla (ja que llegia el text present a la memòria de vídeo, funcionant com un programa TSR de MS-DOS). Va ser necessari atès que el PIE havia adoptat com a entorn de treball el paquet Framework, que incloïa un tractament de textos que no tenia corrector de català, com cap dels altres del mercat de l'època.
L'octubre de 1992 es va estrenar la primera versió de Windows en català (versió 3.1x), costejat i executat conjuntament pels tres subministradors de maquinari (Bull, Fujitsu i Olivetti), sota la direcció del PIE. Havent fet necessari l'estudi lingüístic de la traducció del vocabulari de Windows amb la introducció de nous termes com clicar o fer clic L'any 2000, les funcions i recursos del PIE es van integrar, juntament amb les del Programa de Mitjans Audiovisuals, a la Sotsdirecció General de Tecnologies de la Informació.

## Keybcat
Mapeig dels 10 caràcters específics del keybcat, absents de CP437, amb relació a ISOLATIN1 i CP850:
| codi keybcat | caràcter                                                                  | codi ISOLATIN1 | codi CP850 |
| ------------ | ------------------------------------------------------------------------- | -------------- | ---------- |
| 0x8E         | À : A majúscula amb accent greu                                           | 0xC0           | 0xB7       |
| 0x8F         | Á : A majúscula amb accent agut                                           | 0xC1           | 0xB5       |
| 0x91         | È : E majúscula amb accent greu                                           | 0xC8           | 0xD4       |
| 0x92         | Í : I majúscula amb accent agut                                           | 0xCD           | 0xD6       |
| 0x86         | Ï : I majúscula amb dièresi                                               | 0xCF           | 0xD8       |
| 0x98         | Ò : O majúscula amb accent greu                                           | 0xD2           | 0xE3       |
| 0x99         | Ó : O majúscula amb accent agut                                           | 0xD3           | 0xE0       |
| 0x9B         | Ú : U majúscula amb accent agut                                           | 0xDA           | 0xE9       |
| 0x9F         | ŀ : l minúscula amb punt volat (Unicode U+0140, actualment desaconsellat) | -              | -          |
| 0x9D         | Ŀ : L majúscula amb punt volat (Unicode U+013F, actualment desaconsellat) | -              | -          |